# Ek Chuah
Ek Chuah (Crna Zvijezda u jeziku Jucatec Maya), drevni bog iz Meksika, zaštitnik kakaa i vlasnika plantaža kod starih Maya. U starim indijanskim kodeksima portretiran je 40 puta, što je šesta zastupljenost. Kako su se sjemenke kakaoa upotrebljavale kao način plačanja trgovaca, Ek Chuah je postao i zaštitnik trgovine i trgovaca. Ek Chuah spada u dobre bogove, najčešće je prikazan sa zavežljajem na leđima u kojem nosi robu za trgovanje.